# L'ispettore Lavardin
L'ispettore Lavardin (Inspecteur Lavardin) è un film del 1986 diretto da Claude Chabrol. L'anno precedente era uscito di Chabrol Una morte di troppo, dove Jean Poiret aveva già interpretato il poliziotto Jean Lavardin.

## Trama
In un paesino bretone nelle vicinanze di Saint-Malo Raoul Mons, uno scrittore cattolico con fama di costumi irreprensibili, fa impedire su pressione del parroco una rappresentazione teatrale giudicata blasfema. Poco dopo viene rinvenuto sulla spiaggia il suo cadavere, nudo e con una scritta infamante sulla schiena. Per far luce sul misfatto viene ingaggiato il cinico e disilluso ispettore Jean Lavardin, che si reca a casa della moglie del morto Hélène, in cui riconosce con stupore una sua vecchia fiamma. Lavardin rivede così anche Claude, il cognato del defunto, con cui era stato amico in gioventù.
In breve, l'ispettore scopre che dietro a una famiglia apparentemente inappuntabile si celano molti segreti. Hélène non amava il consorte, sposato solo per interesse, ed era rimasta legata al primo marito Pierre, scomparso misteriosamente durante una gita in mare con la moglie di Claude qualche anno addietro. Con Pierre aveva avuto Véronique, una ragazza quattordicenne timidissima che esce di nascosto la notte per recarsi a ballare in una losca discoteca del posto.
Le indagini proseguono proprio esaminando il locale, Le Tamaris, il cui gestore Charnet è implicato in traffico di droga e sfruttamento della prostituzione. Lavardin viene a sapere che Raoul era tut'altro che un fervente cattolico. Si recava spesso nella discoteca, e il proprietario gli concedeva le chiavi di un appartamento dove passava la notte in compagnia di prostitute, pagando con la droga anziché in denaro. L'ipotesi più ovvia e più accreditata, secondo cui lo scrittore sarebbe stato assassinato da qualcuno dei teatranti censurati va via via perdendo credibilità, e il mistero si infittisce quando il poliziotto vede Véronique, accompagnata dallo zio, incontrare furtivamente un uomo di notte sulla spiaggia.
Claude confessa: non ci fu alcun incidente in mare, sua moglie e suo cognato hanno progettato la messa in scena per fuggire insieme all'estero: così anche lui, omosessuale, poteva liberarsi dell'opprimente peso di una vita impostagli dalle convenzioni sociali. L'unica persona tenuta all'oscuro della verità è Hélène, mentre sua figlia rivede saltuariamente il padre.
Poco tempo dopo Lavardin risolve anche il caso di omicidio: recatosi nell'appartamento dove avvenivano gli incontri, trova un filmato che riproduce l'accaduto, girato dal regista dello spettacolo teatrale, che, scapestrato e perpetuamente alla ricerca di soldi, si prestava periodicamente a riprendere segretamente le prestazioni del sedicente cattolico. La notte del delitto, è Véronique a presentarsi nella casa. Raoul tenta di forzarla ad avere con lui un rapporto sessuale, minacciandola di rivelare la verità sul suo vero padre. In un atto estremo di difesa, la giovane lo pugnala, chiamando poi in aiuto lo zio, che provvede a spogliare l'uomo lasciandolo sulla spiaggia.
A questo punto l'ispettore decide di fare giustizia morale: conscio del fatto che la verità rovinerebbe la vita della giovane, spinge l'autore del filmato a mentire, indicando nel proprietario del Tamaris l'assassino. Così, con il suo arresto Lavardin porta a compimento la missione e può ritornare a casa.

## Produzione
Le riprese esterne sono state girate a Dinard e Dinan. Il film è stato co-sceneggiato da Claude Chabrol e Dominique Roulet.